# 毛惕園
毛惕園（1910年—2000年），原名毛凌雲，中華民國政治人物湖北通城人，中國國民黨黨員，軍統人物，佛教居士，是孫立人兵變案的關鍵角色之一。

## 生平
1910年生，民國大學法律系畢業，畢業後加入國民黨。原名「毛凌雲」。原為北平草嵐子監獄監獄長，戴笠死後，受毛人鳳提拔。在政治界，歷任軍事委員會處長、國防部秘書、第十一戰區轉業訓練班少將主任，國家安全局副主任及委員等職；在佛教界，曾任中國佛教會第二屆監事，第三屆至第八屆理事、常務理事。
1949年，在北平任警備司令部稽查處處長，與警察局長楊清植參與炸彈暗殺何思源的行動。同年，於重慶由丁敏之介紹到重慶長安寺，聽密宗能海法師講《觀世音菩薩普門品》，與妻子鄭侶梅一同皈依座下，法名定西、定侶。之後在逃難過程中，認為替他夫妻免費駕車從重慶至成都的司機、與指路的逃難少女都是觀世音菩薩的顯靈。
1950年春，在臺北市善導寺參加護國消災利生薦亡法會，隨眾人皈依章嘉大師。因志在淨土，不相契合，是年偕妻皈依于淨土宗智光和尚。
毛惕園官至少將。1955年，在擔任保密局特勤室主任期間，對毛人鳳獻策，以特赦來欺騙孫立人部下郭廷亮自願偽裝為匪諜。並且寫了一封由毛人鳳和他簽名落款的保證書，當面將這紙保證書交給郭廷亮妻子李玉竹。他有時會與冤犯談天說地，曾對被關的孫立人部下們說他們都是好人，不好的還進不來（監獄）。
保密局將李玉竹及兒女釋放出獄後，出公款三萬元在臺北劍潭附近買下毛惕園原先以一萬元買來的違章建築，供郭家老小居住。但不久違章就被拆掉蓋起再春游泳池，李玉竹又拿著保證書找上毛惕園，於是後者又把他在中和的違建賣出，再撈了政府一筆錢，但違章又被拆，後才由警備總部在中壢買房給郭家。因為房屋問題與郭廷亮的特赦案未有下文，李玉竹連告毛惕園好幾狀，使後者被迫提前退休，直到李玉竹找到新男友才落幕。
毛惕園曾在松山寺出家，後還俗。
1999年6月，毛惕園在桃園自宅接待朱浤源，陳述了當時郭廷亮的冤案。
2000年去世。

## 編著
《成佛捷徑》、《佛說阿彌陀經今譯淺解》、《佛說阿彌陀經白話解釋》、《念佛法要》、《念佛三要》、《阿彌陀佛聖典》、《阿彌陀經今譯淺解》、《修淨正行》、《清夢東徹悟大師語錄節要》、《淨土聖賢錄》、《淨土叢書》、《續淨土十要》、《淨土聖賢錄四編》、《觀音靈感錄續編》、《在家戒儀錄要》、《苦海夢》、《念佛感應記》等善書。

## 評價
孫立人的養子杜融在著作《小兵之父: 孫立人將軍側記》認為毛惕園還算有良知。